# 미샤엘 시몽이스 도밍게스
미샤엘 시몽이스 도밍게스(포르투갈어: Michael Simões Domingues, 1991년 3월 8일, 이베르동 ~ )는 흔히 미카(Mika)라고 불리는 스위스 태생의 포르투갈 축구 선수이며, 포지션은 골키퍼이다.

## 클럽 경력
2006년, 미카는 15세의 나이로 UD 레이리아 유소년팀에 합류하였다. 2009-10 시즌 도중에, 그는 1군으로 승격되어 써드 골키퍼가 되었다. 2010년 2월 26일, 그는 비토리아 SC와의 경기에서 엘더 고디뉴 골키퍼의 퇴장으로 공격수 카를랑과 교체 투입되어 데뷔전을 치렀다. 그는 안드레지뉴의 페널티킥을 막기에는 역부족이었다.
다음 시즌, 미카는 백업 골키퍼였지만, 이 시즌 3번 출장중 2번은 스포르팅 CP와의 경기 (0-0 원정 무승부), SL 벤피카와의 경기 (3-3 원정 무승부)였다. 2011년 7월 7일, FIFA U-20팀에 차출되었을 때 그는 €500.000의 가격에 SL 벤피카와 계약을 체결하였다.

## 국가대표 경력
미카는 콜롬비아에서 열린 2011년 FIFA U-20 월드컵에서 주전 골키퍼였다. 그는 결승에 진출하여 브라질에 2-3으로 패하기 전까지 단 한골도 실점하지 않았다. 아르헨티나와의 8강전에서, 그는 승부차기에서 3번의 선방을 기록하였다. 다음 프랑스와의 경기에서, 그는 U-20 월드컵 최장시간 무실점 기록을 세움과 동시에, 2-0 승리를 챙겼다. 그는 대회 후 최고의 골키퍼로 선정되었다.
대회 이후, 미카는 후이 조르즈 U-21 감독에게 발탁되어 2013년 UEFA U-21 챔피언쉽 예선을 치르고 있다.

## 수상

### 국가대표
- FIFA U-20 월드컵: 2011 준우승

### 개인
- FIFA U-20 월드컵 골든글러브: 2011